# Vilar de Barrio
Vilar de Barrio è un comune spagnolo di 1 974 abitanti situato nella comunità autonoma della Galizia.